# Eupithecia virgaureata
Eupithecia virgaureata là một loài bướm đêm thuộc họ Geometridae. It is found khắp miền Cổ bắc và Cận Đông. 
Cánh trước màu nâu. Sải cánh dài 17–20 mm. Có hai lứa mỗi năm with the moths flying vào tháng 5 và tháng 6 và một lần nữa vào tháng 8 .
Ấu trùng ăn hoa của goldenrod và ragwort. Chúng qua mùa đông dưới dạng nhộng.

## Hình ảnh

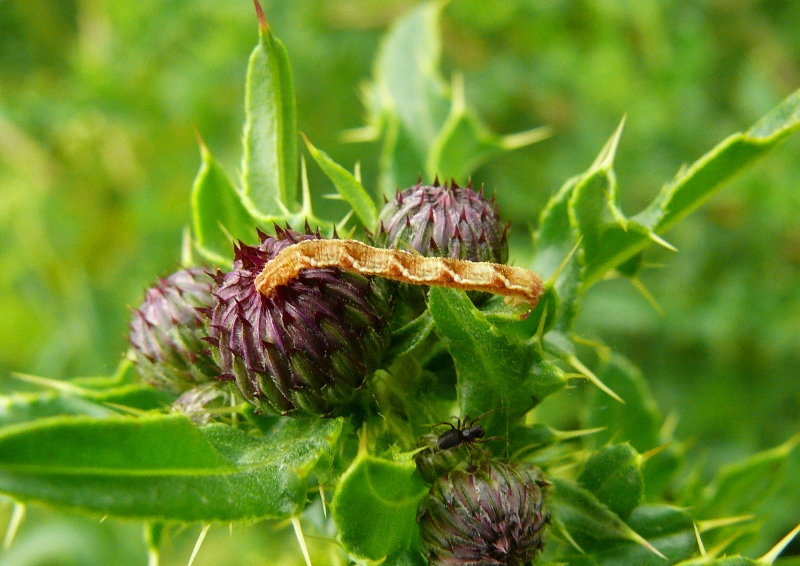
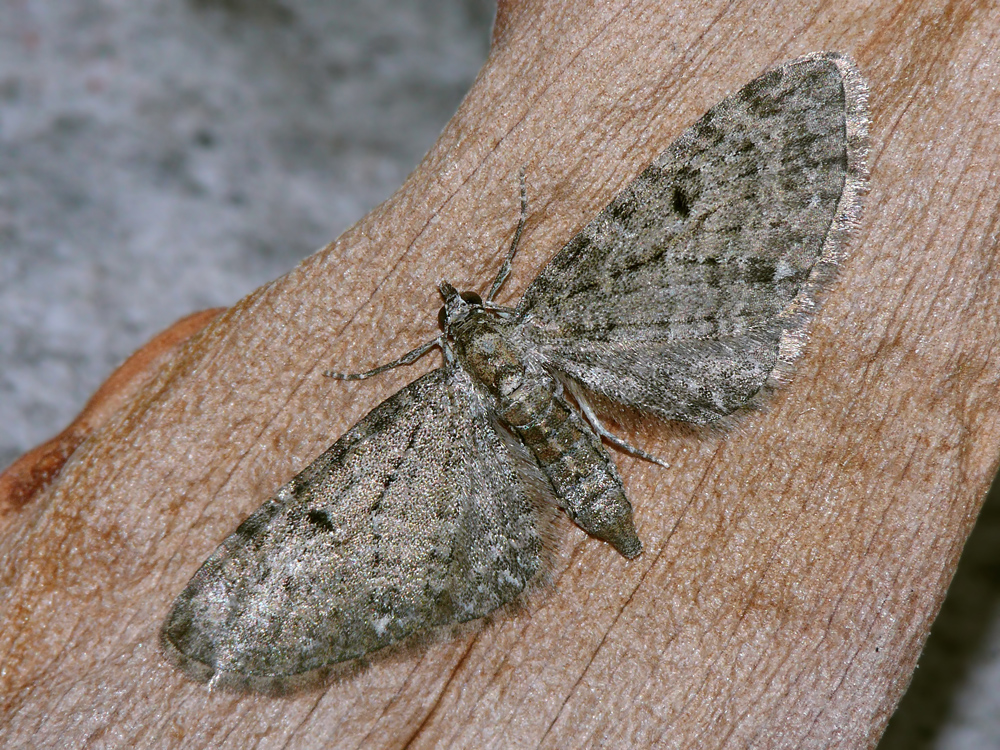
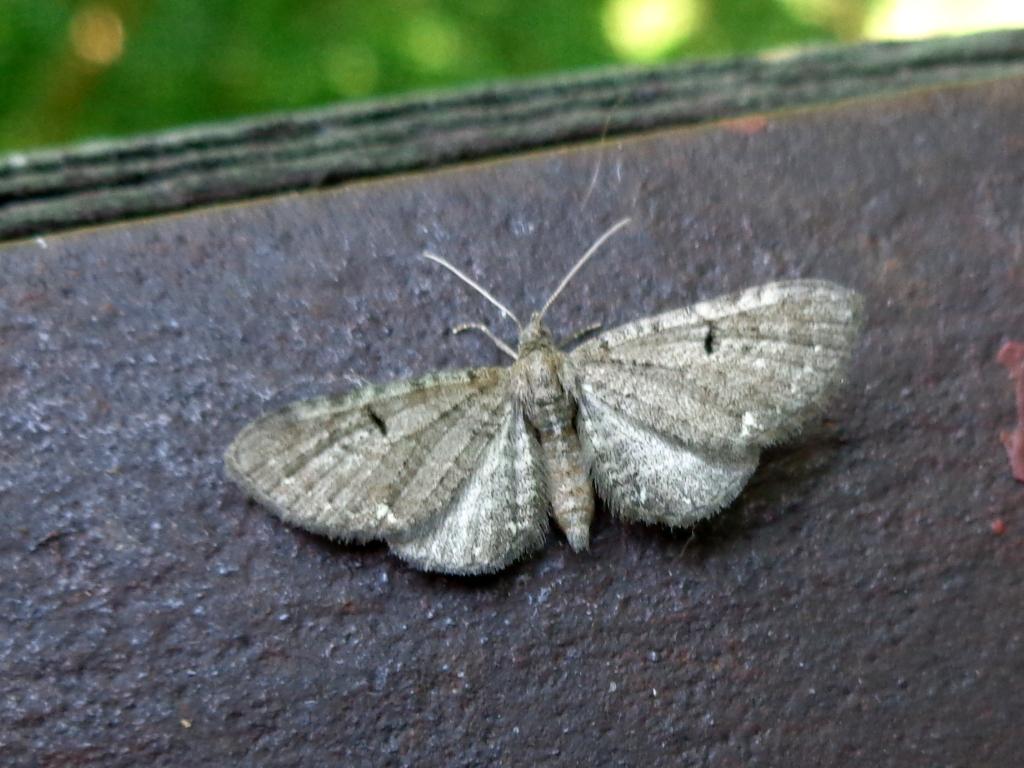
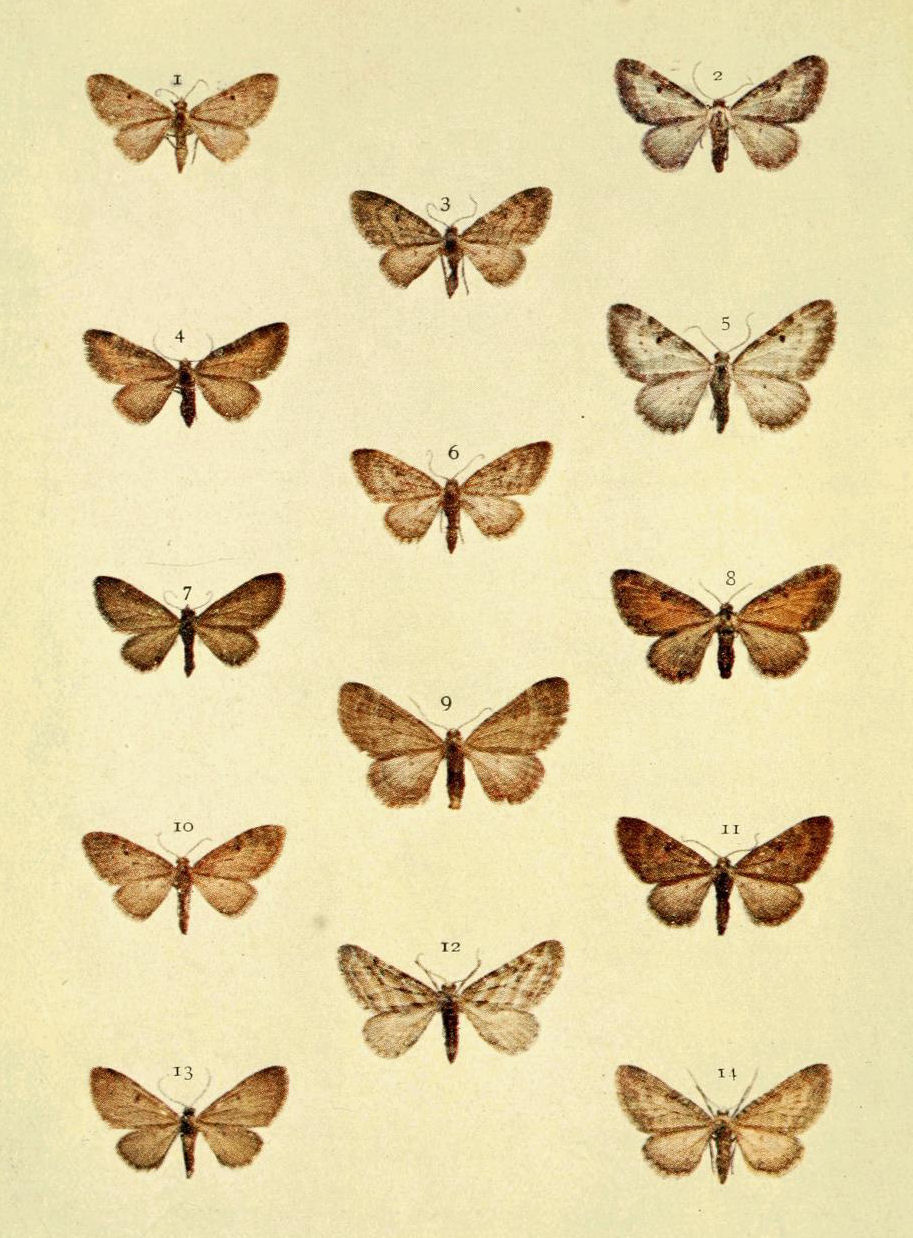